# معركة خليج كورنث
معركة خليج كورنث هي معركة في 873 م بين أساطيل الإمبراطورية البيزنطية والمسلمين الإقريطيشيين في خليج كورنث. تمكن البيزنطيون بقيادة نيكيتاس أوريفاس من مفاجأة المسلمين، مما أدى إلى انتصار بيزنطي كبير، فقتلوا قائد المسلمين فوتيوس وأسروا عددًا كبيرًا منهم وعذّبوهم حتى الموت.
وفقًا لمؤرخ القرن العاشر ثيوفانيس كونتينواتوس - الذي أعاد المؤرخ جون سكيليتزيس في القرن الحادي عشر استخدام عمله لاحقًا دون تغيير تقريبًا  - في السنوات الأولى من حكم الإمبراطور باسيل الأول المقدوني (حكم 867-886 م) أرسل الأمير العربي لإقريطش ، شعيب ("سِعْت" باليونانية)، نجل مؤسس الإمارة، أبو حفص، مرتدًا يونانيًا يُدعى فوتيوس، "رفيق محارب ونشط"، في حملات غارات كبرى ضد الإمبراطورية البيزنطية. هُزمت الغارة الأولى على يد درونجاريوس الأسطول نيكيتاس أوريفاس، في معركة كارديا (حكم 872/3 م).
نجا فوتيوس مع بقايا أسطوله ليعود إلى جزيرة إقريطش، وبعد فترة وجيزة - ربما حوالي 873 م، على الرغم من أن بعض العلماء يضعونها في وقت متأخر مثل عام 879 م - أطلق رحلة استكشافية أخرى، حيث قام بغارات على شواطئ البيلوبونيز . قاد أوريفاس أسطولًا مرة أخرى لمواجهة المسلمين. وبمساعدة الرياح المواتية، وصل إلى ميناء كينخرياي في شمال شرق بيلوبونيز في غضون أيام قليلة. هناك علم أن المسلمين تحركوا جنوبًا وغربًا حول البيلوبونيز، وقاموا بغزو ميثوني، وبيلوس، وباتراس، ودخلوا خليج كورنث لغزو المداخل الغربية لكورنث. إن ملاحقتهم من خلال الإبحار حول البيلوبونيز سيستغرق وقتًا طويلاً، ولم يكن أوريفاس على استعداد للمخاطرة بالسماح لهم بالهروب. وهكذا، وفقًا للمؤرخين البيزنطيين، قرر سحب سفنه عبر برزخ كورنث إلى خليج كورنث. وقد تم ذلك، وهاجم الأسطول البيزنطي المسلمين، الذين فوجئوا تمامًا. فدمّر البيزنطيون العديد من سفن المسلمين وقتلوا العديد منهم، بما في ذلك القائد فوتيوس، في حين تم القبض على العديد من الآخرين - وخاصة المرتدين المسيحيين بينهم الذين اعتنقوا الإسلام - وتعرضوا للتعذيب حتى الموت بطرق مختلفة ووحشية.
وقد أثار المؤرخ ديفيد بيتيجرو شكوكًا حول تاريخية هذا الحدث، مشيرًا إلى أن نقل أوريفاس أسطوله عبر البرزخ هو الحدث الأول والوحيد المسجل بعد القرن الأول قبل الميلاد، عندما كان الديولكوس لا يزال نشطًا. وبما أن نقل الأساطيل بأكملها عبر البرزخ كان يُعتبر حتى في العصور القديمة إنجازًا غير عادي، وكان من الصعب تنفيذه في وقت قصير جدًا لمفاجأة أسطول راسي بالقرب من كورنث، يقترح بيتيجرو أن نقل أوريفاس وانتصاره يجب اعتبارهما أكثر من مجرد نموذج أدبي يستحضر النماذج الكلاسيكية، وخاصة الإجراء المماثل الذي قام به فيليب الخامس المقدوني أثناء حملته ضد الإيليريين في عام 217 قبل الميلاد، بدلًا من كونه حدثًا حقيقيًا.